# Raffaello Borghini
Pour les articles homonymes, voir Borghini.
Raffaello Borghini (né en 1537 à Florence et mort en 1588 dans la même ville) était un dramaturge, poète et critique d'art italien du XVIe siècle.

## Œuvres
Raffaello Borghini a écrit des comédies, qui exposent des cas tragiques et romanesques :
- L'amante furioso (1583)
- La donna costante
- Diana pietosa, fable pastorale, (1586)
- Il Riposo : l'œuvre se compose de dialogues sur les arts, qui sont censés être survenus dans la villa Riposo de Bernardo Vecchietti, qui donne son nom à la pièce.

### Il Riposo
L'œuvre traite de la question de la différence entre la sculpture et la peinture et les principaux interlocuteurs prenant part au dialogue s'efforcent de donner des conseils et des mises en garde, parlant des artistes et des meilleures œuvres. Le style est simple. On trouve, par exemple, dans Il Riposo la description de trois peintures de Giovanni Battista Naldini et des éléments sur la vie et l'œuvre de Filippo Brunelleschi, à propos duquel Borghini dit : « il fut un homme de grand talent, et un merveilleux créateur, excellent sculpteur, bon mathématicien et trop rare architecte ».